# Curcuma fimbriata
Curcuma fimbriata là một loài thực vật có hoa trong họ Gừng. Loài này được Jana Leong-Škorničková và Sutthinut Soonthornkalump mô tả khoa học đầu tiên năm 2021. Mẫu định danh: Sutthinut Soonthornkalump Sutt-210, thu thập ngày 18 tháng 9 năm 2019 ở cao độ 300 m tại phó huyện Pha Khao, huyện Pha Khao, tỉnh Loei, đông bắc Thái Lan. Tên địa phương: cho morakot Mueang Loei (ช่อมรกตเมืองเลย), ngĩa đen là hoa ngọc lục bảo của Loei. Được xếp trong phân chi Hitcheniopsis.

## Từ nguyên
Tính từ định danh có nguồn gốc từ tiếng Latinh fimbriatus nghĩa là có diềm, có viền; ở đây được dùng để nói tới phần mép cánh môi có diềm của loài này, giúp dễ dàng phân biệt nó với tất cả các loài khác trong phân chi Hitcheniopsis.

## Phân bố
C. fimbriata được biết đến từ phía tây dãy núi Phetchabun. Nó có ở 4 tỉnh đông bắc Thái Lan là Loei, Chaiyaphum, Phetchabun và Nongbua Lamphu. Môi trường sống là các rừng khộp (Dipterocarpaceae) lá sớm rụng và rừng tre nứa vùng đất thấp và các đồi đá vôi, ở cao độ 250–400 m. Cây ra hoa vào đầu mùa mưa, kéo dài từ tháng 7 đến tháng 9. Ngủ đông bắt đầu vào đầu tháng 12. Hoa nở vào buổi sáng và kéo dài trong một ngày.

## Mô tả
Cây thảo thân rễ lâu năm cao 36–100 cm. Thân rễ hình trứng, 1,2-3,4 × 0,9–2 cm, đôi khi có các nhánh bên 1-1,2 × 0,5-0,6 cm, vỏ trắng ánh vàng (thân rễ non) đến nâu nhạt, phủ một lớp vảy màu gỉ sắt và rữa nát, ruột trắng kem, mùi thơm nhẹ, vị hơi ngọt; củ rễ hình cầu đến hình trứng, 1,3-2,4 × 1,2–2 cm, vỏ nâu nhạt, ruột trắng. Chồi lá có 2-3 lá khi ra hoa; thân giả dài đến 80 cm, gồm 1-2 bẹ không lá và 2-3 bẹ có lá, tất cả màu xanh lục, nhẵn nhụi; lưỡi bẹ dài tới 4,3 mm, 2 thùy, như thủy tinh, màu trắng ánh lục, nửa trong mờ, nhẵn nhụi nhưng đôi khi có ít lông dài ~0,1 mm ở mép trên; cuống lá dài 17–58 cm, có rãnh, màu xanh lục, nhẵn nhụi; phiến lá hình elip, 16-36 × 6–17 cm, mặt gần trục màu lục sẫm, mặt xa trục hơi nhạt hơn, nhẵn nhụi cả hai mặt, gân giữa xanh lục, mép như thủy tinh, rộng ~0,1 mm, nhẵn nhụi, đáy tù đến hơi lệch, đỉnh nhọn thon đến nhọn thon hẹp. Cụm hoa trung tâm; cuống cao hơn thân giả (0-)5–15 cm, màu lục nhạt (phần lộ ra ngoài), nhẵn nhụi; chùm xim 4-10,5 × 1,5–3 cm, gồm 8-18 lá bắc sinh sản, không lá bắc mào; lá bắc hình trứng ngược rộng, ~2,5 × 2,5 cm, hợp sinh 1/2-2/3 ở gốc, màu lục nhạt ở gốc, màu lục vừa đến lục sẫm ở phần xa, nhẵn nhụi cả hai mặt, đỉnh tù đến nhọn rộng, uốn ngược mạnh; xim hoa bọ cạp xoắn ốc đến 12 hoa ở các lá bắc sát gốc nhất, số lượng giảm dần về phía trên; lá bắc con hình tam giác đến elip, rộng 2,5-8 × 2–5 mm ở đáy (bên ngoài lớn nhất), như thủy tinh, nửa trong mờ, màu trắng, nhẵn nhụi, đỉnh hơi lõm. Hoa dài 2-2,6 cm, thò ra từ lá bắc. Đài hoa dài 4–5 mm, 3 răng, với vết xẻ một bên 2-2,5 mm, răng dài 0,7–1 mm với đỉnh tù, màu trắng nửa trong mờ, nhẵn nhụi; ống hoa dài 1,5-1,8 cm, hình trụ hẹp ở gốc, hơi nở rộng ở phần xa, mặt ngoài màu trắng, nhẵn nhụi, mặt trong màu trắng và nhẵn nhụi, phần xa (gần họng) màu vàng nhạt với 2 đốm vàng tươi ở phần gần trục, phần xa trục màu tía nhạt, có lông tơ ở 1/3 phần xa; thùy tràng lưng hình trứng, 5,5-6 × ~4 mm, trắng, nhẵn nhụi, đỉnh có nắp; các thùy tràng bên 4-4,5 × 3-3,5 mm, rộng ở gốc, hình trứng đến hình tam giác tù với đỉnh tù uốn ngược, màu trắng, nhẵn nhụi; cánh môi 6,5-8 × 4,5–5 mm, hình trứng ngược với đỉnh chẻ đôi khó thấy (vết chẻ ~2 mm), màu trắng với dải giữa màu vàng nhạt bao gồm 2 đường trung tâm phồng lên kéo dài từ đáy cánh môi đến khoảng 1/2-2/3 về phía đỉnh, đáy có lông, các bên và 1/3 đỉnh màu tía nhạt đến tía, nhẵn nhụi, với mép có diềm rõ nét, diềm dài ~1,5 mm, xoăn; các nhị lép bên hình elip hẹp, 6-6,5 × 1,5–2 mm, đỉnh đôi khi với 1-2 diềm, màu trắng (đôi khi màu vàng nhạt ở đáy) với các gân nửa trong mờ, hai mặt nhẵn nhụi; nhị dài 4,5–5 mm; chỉ nhị dài 1,5-2,5 mm, rộng ~1,5 mm ở gốc và 0,6-0,8 mm ở điểm đính vào, màu tía nhạt, nhẵn nhụi; bao phấn không cựa, hình trứng dài 2,5–3 mm (bao gồm cả mào), rộng ~1,3 mm ở đáy, mô liên kết màu trắng đến trắng kem, với lông tuyến ở các bên; có mào bao phấn, tù, ~1 × 1,2 mm ở đáy, màu trắng; mô vỏ bao phấn dài ~1,5 mm, nứt dọc theo toàn bộ chiều dài, phấn hoa màu trắng; không tuyến trên bầu; vòi nhụy trắng, nhẵn nhụi; đầu nhụy hình phễu không đều (mặt lưng dài hơn đáng kể), ép theo chiều lưng-bụng, ~1,3 × 1,1 mm, màu trắng; lỗ nhỏ với mép từ nhẵn đến có răng nhỏ không đều (không lông), hướng về phía trước; bầu nhụy hình cầu đến hình trứng, 1-1,5 × ~1 mm, 3 ngăn, màu trắng kem, nhẵn nhụi, noãn đính trụ. Quả nang hình cầu, đường kính 0,9-1,2 cm (quả gần chín), màu trắng kem, nhẵn nhụi, nứt không đều, chứa 5-15 hạt (hầu hết phát triển tốt, một số bị thui); hạt hình trứng ngược không đều, dài 3–4 mm, màu nâu nhạt (quả gần chín), bóng, bao bọc trong áo hạt màu trắng, trong mờ, xé rách.
Tương tự như C. prasina ở chỗ cụm hoa kiểu ecomata của nó bao gồm các lá bắc màu xanh lục đơn lẻ, nhưng dễ dàng phân biệt bằng xim hoa bọ cạp xoắn ốc gồm 10-12 hoa ở gốc cụm hoa, nhị lép màu trắng, cánh môi trắng với vệt màu vàng nhạt ở nửa đáy, phần xa màu tía nhạt với mép có diềm rõ nét; so với xim hoa bọ cạp xoắn ốc gồm 4-5 hoa ở gốc chùm hoa, nhị lép màu từ tía nhạt đến sẫm, cánh môi màu từ tía nhạt đến sẫm với mép nguyên với đường giữa màu vàng tươi và phồng kéo dài đến 2/3 cánh môi ở C. prasina.

## Sử dụng
Không có công dụng nào được báo cáo, ngoại trừ thỉnh thoảng được bán làm cây cảnh ở các chợ địa phương.